# زاستافا أم 70
زاستافا أم 70 (بالإنجليزية: Zastava M70)‏ هي بندقية هجومية طورت وأنتجت في يوغوسلافيا. زاستافا أم 70 هي نسخة معدلة من أيه كيه أم السوفياتية.